# Nomada integra
Nomada integra ist eine Biene aus der Familie der Apidae. Die Art sieht Nomada facilis ähnlich.

## Merkmale
Die Bienen haben eine Körperlänge von 6 bis 8 Millimetern. Der Kopf und der Thorax sind bei den Weibchen schwarz gefärbt und haben eine rote Zeichnung. Die Tergite sind rot, basal sind sie mehr oder weniger schwarz. Das Labrum ist schwarz und trägt ein kräftiges Zähnchen. Das dritte Fühlerglied ist gleich lang wie das vierte. Das stark behöckerte Schildchen (Scutellum) hat zwei rote Flecken. Die Pygidialplatte ist breit und am Ende stumpfwinkelig und nahezu abgerundet. Die Schienen (Tibien) der Hinterbeine sind am Ende spitz ausgezogen und haben kräftige, blasse, gekrümmte, kleine Dornen. Die Männchen sehen den Weibchen ähnlich, haben aber eine gelbe Zeichnung im Gesicht. Die Mandibeln haben außen mittig ein Knötchen. Auch die Fühlerglieder haben auf der Rückseite Knötchen. Die Schenkel (Femora) der Hinterbeine haben unten einen großflächigen Haarfleck.

## Vorkommen und Lebensweise
Die Art ist in Süd-, Mittel- und dem südlichen Nordeuropa verbreitet. Die Tiere fliegen von Anfang April bis Mitte August. Sie parasitieren Andrena humilis.

## Belege
Felix Amiet, M. Herrmann, A. Müller, R. Neumeyer: Fauna Helvetica 20: Apidae 5. Centre Suisse de Cartographie de la Faune, 2007, ISBN 978-2-88414-032-4.